# A-YO
Singles de Lady Gaga
Perfect Illusion Million Reasons
Pistes de Joanne
Diamond Heart  Joanne
A-YO est une chanson de l'artiste américaine Lady Gaga. Sorti le 17 octobre 2016, le titre devient le premier et unique single promotionnel de l'album Joanne. Initialement sorti en tant que deuxième single officiel de l’album à cette même date, A-YO fut finalement remplacé par Million Reasons le 8 novembre 2016 pour cause de la décision finale de Interscope. Le titre devient donc un single promotionnel.

## Production et genèse
Le titre est écrit par la chanteuse elle-même, Hillary Lindsey, ainsi que par Mark Ronson et BloodPop qui l'ont également produit aux côtés de Gaga.

## Promotion
Gaga interprète notamment A-YO le 30 novembre 2016, au Victoria's Secret Fashion Show de Paris, aux côtés de mannequins portant les pièces de lingerie de la nouvelle collection de la célèbre marque américaine.

## Liste des références
1. ↑  « Le Huffington Post - Lady Gaga interprète A-YO au défilé Victoria's Secret à Paris », sur Le Huffington Post (consulté le 9 février 2017)